# Allison Pottinger
Allison Pottinger geborene Darragh (* 5. Juli 1973 in Brampton, Kanada) ist eine US-amerikanische Curlerin. Sie spielt auf der Position des Third und ist Mitglied des Madison CC. 
Ihr bisher größter Erfolg war der Gewinn der Goldmedaille bei der Curling-Weltmeisterschaft 2003 in Winnipeg.
Pottinger gewann am 28. Februar 2009 die US-amerikanischen Olympic Curling Trails mit dem Team von Skip Debbie McCormick, Second Nicole Joraanstad, Lead Natalie Nicholson, Alternate Tracy Sachtjen und spielte mit diesem Team bei den XXI. Olympischen Winterspielen im Curling. Die Mannschaft belegte den zehnten Platz.

## Teammitglieder
- Debbie McCormick (Skip)
- Nicole Joraanstad (Second)
- Natalie Nicholson (Lead)
- Tracy Sachtjen (Alternate)